# Blink Twice
Blink Twice (lit. ‘Parpalleja dos cops’) és una propera pel·lícula de thriller dirigida per Zoë Kravitz, en el seu debut com a directora, a partir d'un guió que va coescriure amb E.T. Feigenbaum.

## Premissa
Una cambrera de còctels s'enamora d'un magnat de la tecnologia i viatja amb ell a la seua illa privada, on les coses comencen a sortir malament.

## Repartiment
- Naomi Ackie com a Frida
- Channing Tatum com a Slater King
- Simon Rex com a Cody
- Christian Slater
- Alia Shawkat
- Geena Davis
- Adria Arjona
- Haley Joel Osment
- Liz Caribel Sierra
- Levon Hawke
- Trew Mullen
- Saul Williams
- Cris Costa
- Kyle MacLachlan

## Producció
Zoë Kravitz va començar a escriure Pussy Island el 2017. El juny de 2021, va revelar els seus plans per debutar com a directora amb la pel·lícula, el guió de la qual va coescriure amb E.T. Feigenbaum. Channing Tatum protagonitzarà la pel·lícula, i al Marché du Film de Cannes, la MGM va guanyar els drets de distribució, així com Naomi Ackie es va triar per interpretar a Frida, el paper principal de la pel·lícula. El maig de 2022, Simon Rex es va unir al repartiment. Al juliol, Christian Slater, Alia Shawkat, Geena Davis, Adria Arjona, Haley Joel Osment i Kyle MacLachlan estaven entre els nous càstings afegits a la pel·lícula.
El rodatge va començar el 23 de juny de 2022, amb la producció a Mèxic.